# Teotonio
Teotonio de Coimbra (Tartinhade, Ganfei, 1082-Coímbra, 1162) fue un religioso portugués, prior de Viseu y fundador de la Orden de Canónigos Regulares de la Santa Cruz. Es venerado como santo por diversas confesiones cristianas.

## Biografía
Teotonio nació en 1082 en Tartinhade (Ganfei), cerca de Valença do Minho (Portugal); estudió en el monasterio benedictino de Ganfei. Con 10 años, mostró su inclinación por la religión y marchó a Coímbra, donde su tío era obispo, para formarse. Estudió filosofía y teología en la escuela catedralicia, siendo su director espiritual el padre Tello. 
Cuando su tío murió, fue con otro de sus tíos, prior del monasterio de Viseu, para completar su formación. Se ordenó sacerdote y sucedió a su tío como prior en el monasterio en 1112. Hizo un peregrinación a Jerusalén y volvió siendo elegido obispo de Viseu, pero no quiso aceptar el cargo y prefirió continuar como misionero. 
Volvió a marchar a Tierra Santa, donde tenía intención de quedarse. Su antiguo director, el padre Tello, lo llamó ya que quería fundar una comunidad religiosa y necesitaba ayuda. Teotonio volvió y, con Tello y once religiosos, fundó en 1131 una orden de canónigos regulares en el monasterio de Santa Cruz de Coímbra. La congregación se puso bajo la Regla de San Agustín y pidieron a Inocencio II su protección y autorización; el papa autorizó con la bula Desiderium quod, del 26 de mayo de 1135, fundando así la orden de los Canónigos Regulares de la Santa Cruz.

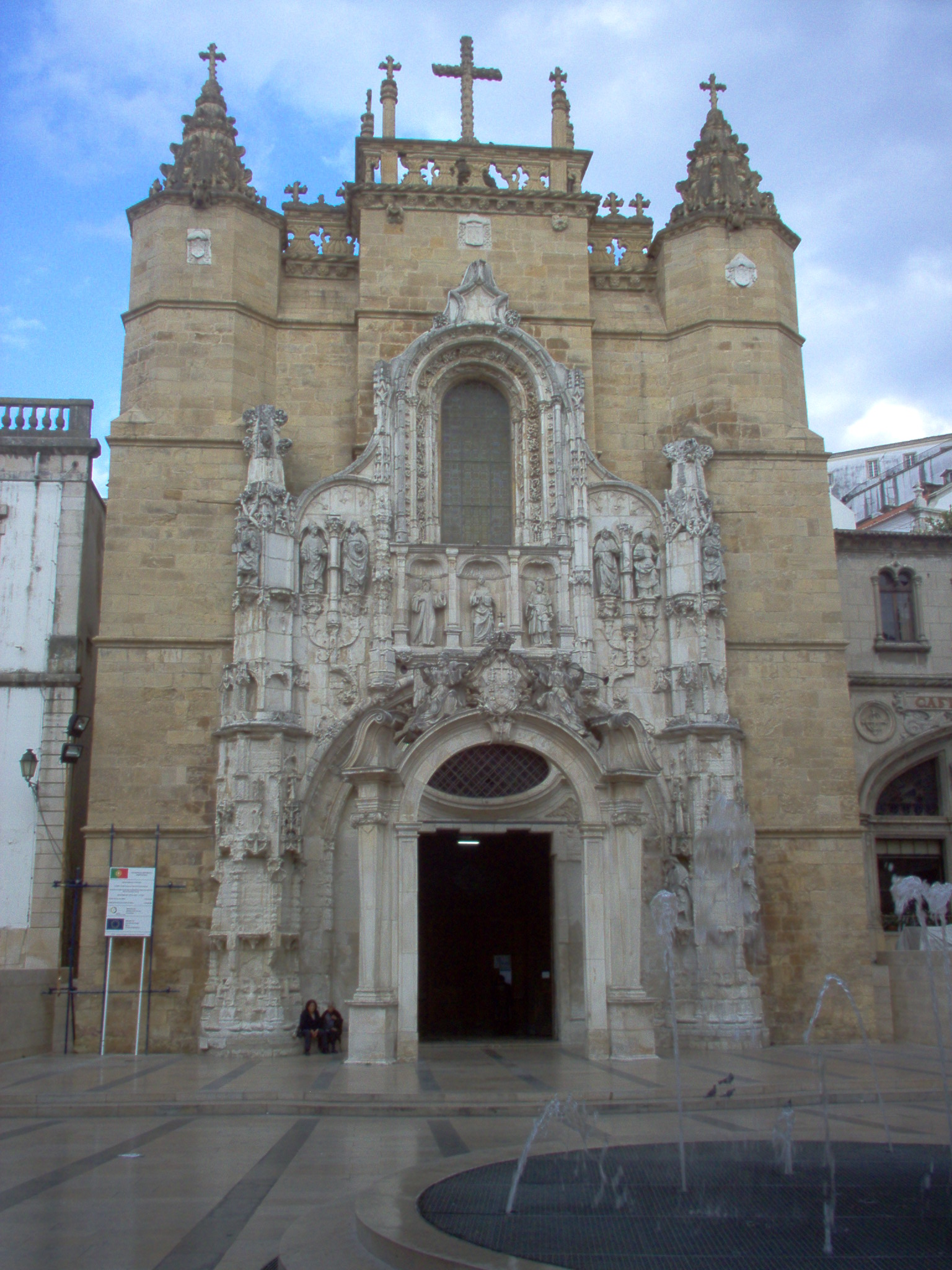
Monasterio de Santa Cruz de Coímbra, Portugal.

En Portugal siguió una dinámica misionera para evangelizar las tierras conquistadas por los cristianos a los musulmanes, además de abrir escuelas para formar cristianamente a los jóvenes. Fue consejero espiritual del rey Alfonso I de Portugal, que hizo donaciones a su orden. También mantuvo contactos con Bernardo de Claraval.
A los setenta años renunció al cargo de prior. Un año después, Anastasio IV quiso consagrarlo como obispo de Coímbra, pero no quiso aceptarlo. Dedicado a la plegaria, murió el 18 de febrero de 1162.

## Veneración
Sus reliquias fueron trasladadas a una capilla del monasterio de Santa Cruz de Coímbra. Fue canonizado por el papa Alejandro III, solo pasado un año desde su muerte, en 1163, por su contribución a la reforma de la vida religiosa en Portugal. Teotonio fue el primer santo portugués que fue canonizado. Su culto, el 18 de febrero, fue difundido por los agustinos. En 1602 fue proclamado patrón de la ciudad y diócesis de Viseu.